# 住岡夜晃
住岡 夜晃（すみおか やこう、1895年〈明治28年〉2月15日 - 1949年〈昭和24年〉10月11日）は、日本の浄土真宗の宗教家。

## 経歴

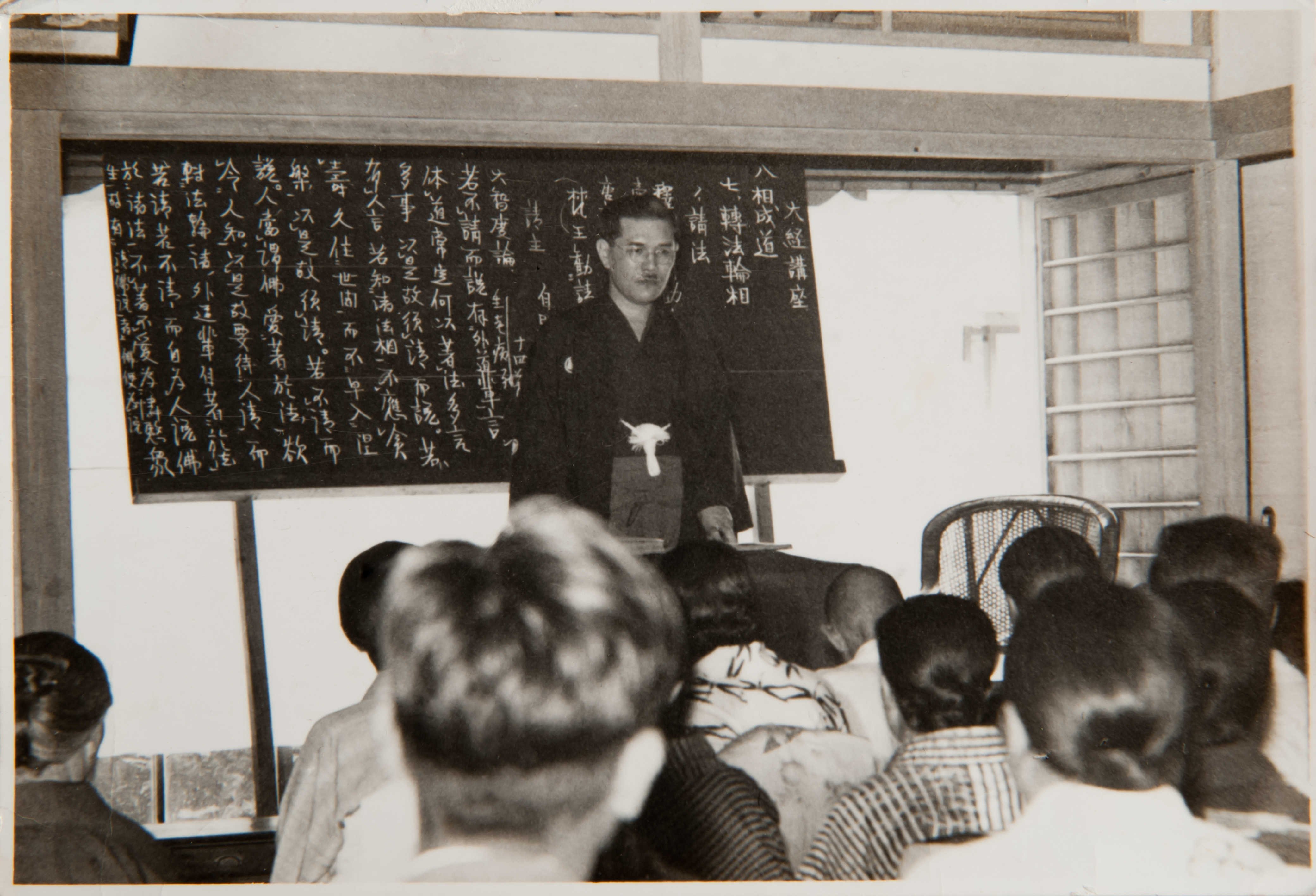
講義風景

1895年、広島県山県郡に生まれ、広島師範学校を卒業後、広島県内各地の小学校で教師を勤めた。
1919年、機関誌『光明』第一号を発行して光明団を創始。その後、1949年に亡くなるまでの54年の生涯は求道と教育のために捧げられた一生であった。
彼は仏教を深く研鑽したが学者とはならなかった。鋭い直観による時代の洞察はあったが単なる思想家ではなかった。彼は終生求道者であった。そして教育者であった。仏教を単なる研究的対象として勉学することはできなかった。みずから仏教によって救われ、仏教によって終生自己を照らされていった。また人を単なる人として対象的に見ることはできなかった。悩む人の友となり、苦しむ人の兄となった。そして自己の内に燃える本願の信の火を伝えようと努めずにはおれなかった。
その伝道法は時代の先端をゆく新しいものであった。彼は昭和の初年から受講者には島地大等師編さんの真宗聖典をもたせ、黒板を用いて講義を板書した。その講演は三部経をはじめ七祖聖教、教行信証、その他大乗起信論などの仏典の克明な講義が主であった。このようなゆき方は、高壇の上からいわゆる説教調の説法をするのが普通であった戦前ではほとんど稀有な方法であったが、おそらく今日においてもなお異色を失わないものであろう。
彼ははじめ小学校の教師であった。寺院の出身ではなく、一介の在家者であった。後に宗教運動のため教職を追われ宗教家として立つにいたったが、終生僧籍をもたなかった。そのためきびしい圧迫を生涯受け続けたが、しかし彼は決してそれに反発せず、対立せず、また妥協しなかった。
「大法のごとく信じ、大法のごとく生き、いっさいに大法のごとく」を衷心の願いとして、終生、求道者として、教育者として歩んだ。

## 年表

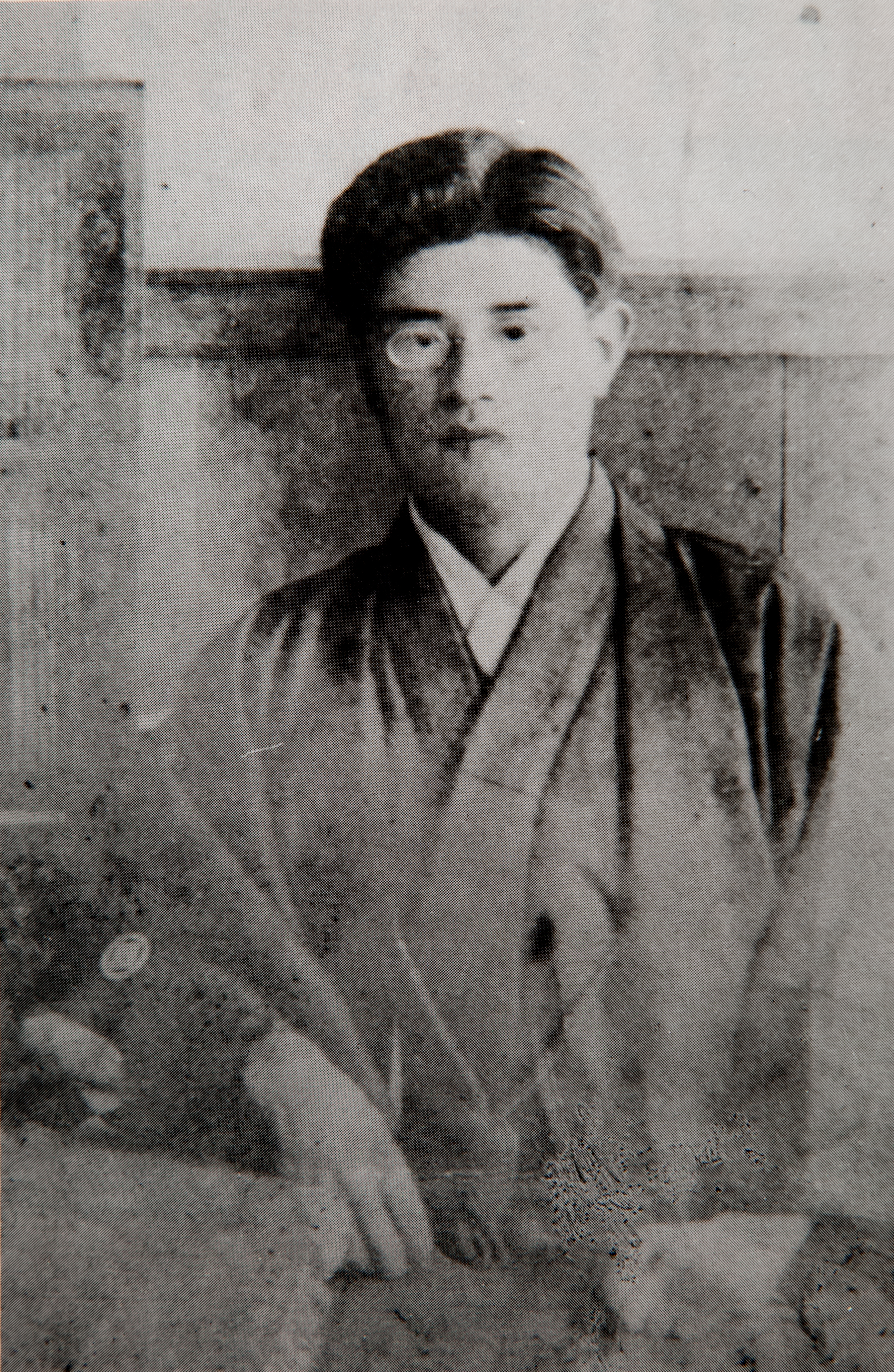
若かりし頃の住岡夜晃

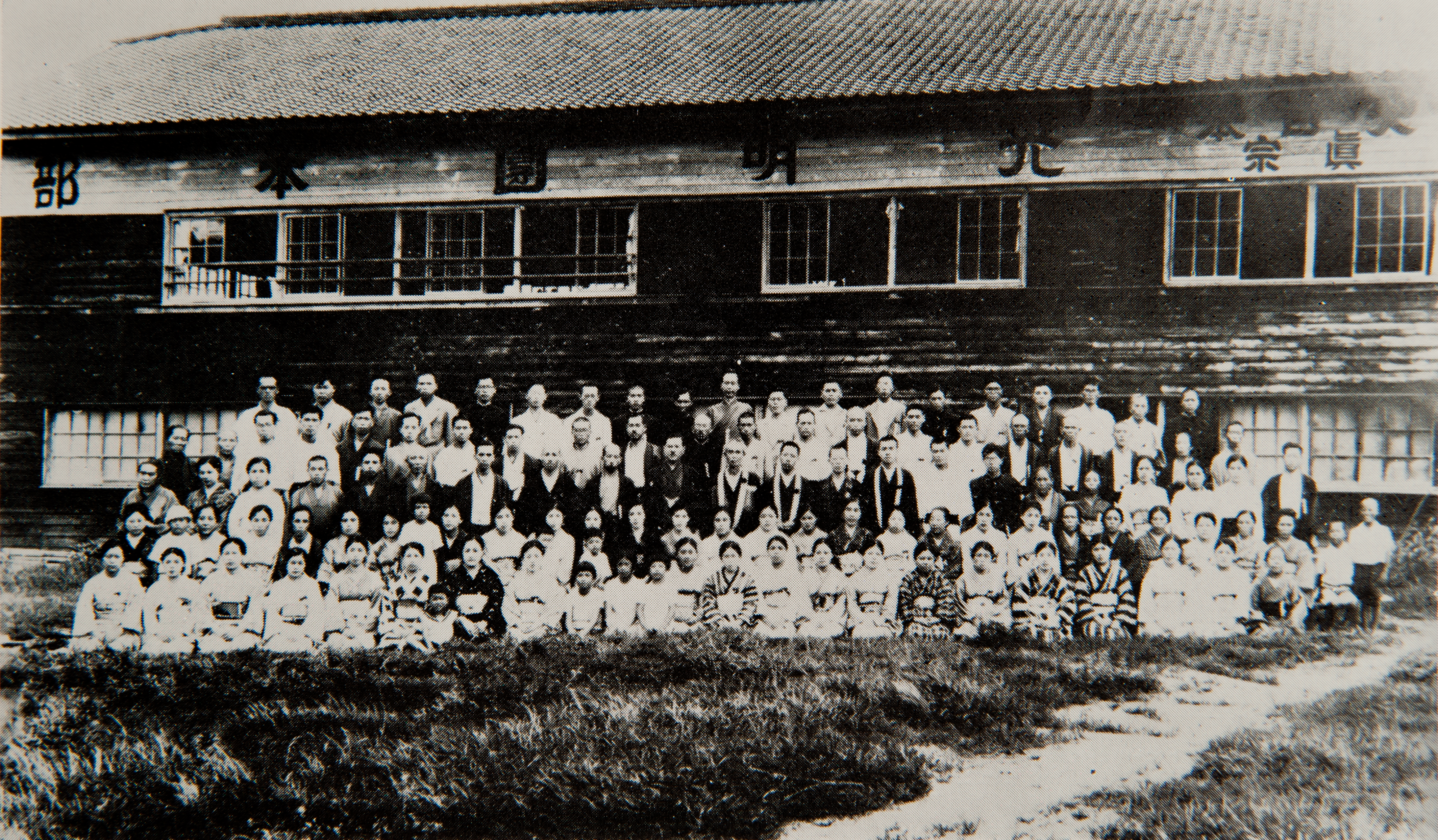
真宗光明団本部

- 1895（明治28）年 1歳

二月十五日、広島県山県郡原村大字中原三八七番地二に生まれる。父勘之丞、母コチの長男。郁三と命名されたが、戸籍にはあやまって都三と記載された。弟妹六人あり。両親は法義にあつく、自宅にてしばしば法座を開き、両親とともに幼少のころより聞法す。
- 1901（明治34）年 7歳

山県郡原村明倫尋常小学校に入学。小学校時代成績優秀により郡長に褒章される。
- 1905（明治38）年 11歳

山県郡都谷村都谷尋常高等小学校に入学。
- 1909（明治42）年 15歳

広島師範学校に入学。
- 1914（大正3）年 20歳

広島師範学校を卒業し、山県郡吉坂村吉坂尋常高等小学校に赴任。
- 1916（大正5）年 22歳

夏、安佐郡飯室村尋常高等小学校に首席訓導として赴任。校舎の西南隅にある八畳の一室で六年間をすごす。薬王寺、広沢連城師より『歎異抄』をおくられる。同村養専寺所蔵の『大蔵経』をひもとき、求道精進の日がつづく。
- 1918（大正7）年 24歳

夏、「信の火が点ぜられ、如来の慈光によみがえる」。
十一月十五日、住岡狂風の筆名によって「親しい若い皆様よ」と題する檄文を発表し、光明団は呱呱の声をあげた。
- 1919（大正8）年 25歳

一月、『光明』第一号を謄写刷で発行。
- 1920（大正9）年 26歳

一月、『光明』第十三号発行。光明団総会を開く。
- 1921（大正10）年 27歳

二月、『光明』第二十四号発行。団員十名以上ある地方に光明団支部が設立されはじめる。四月、光明団創立三周年 大会。大会ののち『光明』は活字印刷となり、第三巻として発行。
- 1922（大正11）年 28歳

私費を投じて『光明』の出版を続ける。
- 1923（大正12）年 29歳

三月末、五周年 記念大会が飯室村養専寺を第一会場とし、ほかに第二会場をもって開かれ、済世軍総裁真田増丸師が講師として迎えられた。第一団歌「慈悲の涙に結ばれて」を作詞、作曲。大盛会のうちに終わった大会の直後、教職を捨てるか光明団をやめるかの岐路に立たされ、教壇を去る決意を固める。
八月結婚。
九月一日、「光明団」を「大日本真宗光明団」と改称し、本部を広島市外三篠町八八〇番地におく。十二月発行の『光明』原稿を原村の生家で執筆、五日の朝、祖先墳墓の前に「嘆仏偈」を捧げたのち、父母弟妹をともなって故郷をあとに広島に移る。
- 1924（大正13）年 30歳

三月、本部を広島市南竹屋町五四一番地に移す。
十月、長女哲子誕生。
- 1925（大正14）年 31歳

七月、団歌集『妙なる響』を刊行
- 1926（大正15）年 32歳

一月、長女哲子の死。
二月、二女公子誕生。
四月、本部を広島市八丁堀二六番地に移し、月初め三日間の例会をはじめ、加えて屋外伝導をはじめる。
七月、『光明』の姉妹誌『聖光』を発行。
十二月、光明団女子青年会を設立。団歌集『釣鐘草』を刊行
- 1927（昭和2）年 33歳

四月、光明団に印刷部を設け、『光明』その他単行本の印刷をはじめる。
八月、福山市鞆町明円寺において夏季講習会。以後四か年つづく。
九月、父勘之丞死去。『悩める女性の胸に』刊行。
十月、『念仏の父』刊行。
- 1928（昭和3）年 34歳

四月、山県郡太田部各支部連合大会を開く。
七月、三女早枝子誕生。
十一月、『聖への扉』刊行。
十二月、龍谷大学亀川教信教授を迎え、広島市芸備銀行階上において十周年記念大会、広島市の一般大衆へ働きかける。
- 1929（昭和4）年 35歳

一月、結腸エス字状部イレウス症を発病し、二月末まで静養。
四月、三日間の春季大会。
十二月、報恩講が開かれ、以後例年の行事となる。同月、生活改善倶楽部を設立。
- 1930（昭和5）年 36歳

三月、春季大会。
八月、鞆町明圓寺にて夏季講習会。
- 1931（昭和6）年 37歳

一月、『光明』と『聖光』とをまとめて『光明』として発行。団の活動目標が、これまでは大衆を獲得することにおかれていたが、この年 より以後「外より内へ」と急角度に変わってゆく。
四月、石井英一の二女和枝と再婚。
七月、『真理への道』刊行。
八月、鳥取東郷温泉において夏季講習会。『歎異抄』を講ず。光明団聖講習会の始まり。
- 1932（昭和7）年 38歳

三月、『最後の日』刊行。光明団勤労学生協会の設立。
八月、広島県厳島において夏季講習会。以後四か年「正信偈」を講ず。『愚禿の信境』刊行。
十二月、三日間の報恩講において「涅槃経と真宗」を講ず。
- 1933（昭和8）年 39歳

一月、御正忌講座。以後例年の行事となる。
二月、三日間の華厳講座。
四月、『我等の使命』刊行。
八月、『聖光』復刊。山口県大島郡安下庄町安楽寺にて夏季講習会。
十二月、十五周年記念大会。街に宣伝もせず、八丁堀の借宅で、きわめて静かに真剣な空気の中で講習会が開かれた。同十九日、本部を広島市庚午北町五一九番地に移す。
- 1934（昭和9）年 40歳

一月、不惑の年を期して、『光明』に「如来本願の真意」を四年間連載。
二月、光明団日曜学校の開設。山口県都濃郡専宗寺において、『御本典』研究会。「証巻の大乗的地位」を講ず。
四月、『仏凡一体の妙境』刊行。
六月、光明団中堅隊を本部に召集して、以後三か年『大乗起信論』を講ず。
八月、本部において夏季講習会。教育部会の設立。盆会が例年の行事となる。第一回島根県各支部連合講習会。
十二月、報恩講において「正信偈」を講ず。
- 1935（昭和10）年 41歳

一月、第一回教育部会講習会。「教育の成立と宗教」を講ず。
六月、幹部講習会。第二十団歌「聖会の歌」作詞。
八月、第二十一団歌「別れの歌」作詞。
十二月、報恩講講習会。以後二か年間の春季・夏季・報恩講の三大講習会において「曇鸞大師の宗教」を講ず。
- 1936（昭和11）年 42歳

一月、教育部会において「浄土の宗教と教育」を講ず。
二月、例会までの一か月間ほとんど毎日講義と座談。
三月、春季講習会が例年 の行事となり、三大講習会が定例化す。
五月、夜晃と改名。
- 1937（昭和12）年 43歳

一月、教育部会において「『大無量寿経』と教育理想」を講じはじめる。第一回の台湾巡航。
六月、幹部講習会において「『往生論註』恩徳記」の講義がはじまる。
十二月、裁縫塾を開設し、石井梅窓が女塾塾頭に任ぜられる。
- 1938（昭和13）年 44歳

三月の春季講習会から三大講習会において「『観無量寿経』講話」が講ぜられはじめ、1949年春までつづく。
四月、女塾の開塾式。
八月、二十周年記念聖会。
- 1939（昭和14）年 45歳

八月、第一回山口県各支部連合講習会。
- 1940（昭和15）年 46歳

四月、宗教団体法による宗教結社届をなし、従来の支部を解消して、新しい光明団規則によって支部を再建。
五月、光明団教師規律をさだめ、審議会を設ける。朝鮮へ巡講。
八月、『光明』『聖光』が政府の命令によって廃刊となる。
- 1941（昭和16）年 47歳

一月、『臣道実践と仏教』刊行。
- 1942（昭和17）年 48歳

一月、山口県巡講中、右田支部脇医院において慢性腎臓病と診断され、その後七月末まで塩分を絶って病床生活。
- 1943（昭和18）年 49歳

六月例会まで十年つづいた「『浄土和讃』講義」を講讃しおわり、七月例会から新しく「和讃」を講じはじめる。
九月、広島文理科大学および広島高等師範学校学生の健民修練所を本部に開設し、翌十九年五月まで、三期の健民修練生が念仏の薫陶を受けた。まもなくこれら学生を中心とした土曜講座が開かれ、「歎異抄」を講ず。
- 1944（昭和19）年 50歳

太平洋戦争の戦局が悪化して、物資が極度に不足するなかで、本部の行事をつづけ、各支部を巡講す。
- 1945（昭和20）年 51歳

一月、御正忌講習会において「『御本典』教巻」を講ず。
八月六日の夏季講習会中アメリカ軍の原子爆弾投下により本部建物七割破損。
十月、本部を山県郡加計町佐々木権吾宅にうつす。
十二月二十日、本部の建物を応急修理して広島へ帰る。
- 1946（昭和21）年 52歳

一月、教育部会の講義なく、病床にて法話。本部階下の一室に仮に仏殿を安置し、臨時講座として御正忌の会座をいとなむ。病床にて「『御本典』教巻 出世の一大事」を語る。
八月、夏季聖講習会。「『観経』真身観」を講ず。
十二月、報恩講。加計支部において第一回広島県各支部連合講習会。「三願転入論」を講ず。
- 1947（昭和22）年 53歳

一月、教育部会。「『観経』における教育の成立」を講ず。御正忌講習会。「『御本典』行巻」を講ず。
二月、臨時講習会。「『御本典』真仏土巻」を講ず。
三月、春季聖講習会。八月、夏季聖講習会。「『観経』三心釈」を講じはじめる。盆会。『阿弥陀経』を講ず。
十二月、報恩講。
- 1948（昭和23）年 54歳

一月、『光明』を復刊。「大慈悲」「難思録」を連載。「教育と宗教」を講ず。
二月、冬季講習会。
三月、三十周年記念講習会。
六月、土曜講座において『大乗起信論』を講じはじめる。
八月、夏季聖講習会。
十二月、報恩講。
- 1949（昭和24）年 55歳

一月、教育部会。「親鸞の仏性及び仏身観」を講ず。御正忌聖会。「『御本典』真仏土巻」を講ず。
三月、病をおして右田支部十五周年 記念講習会に「自然法爾章」を語る。
三月、春季講習会。『法林』出版。
四月五日、夜の勤行の後『歎異抄』法話がはじまる。
五月、以後の例会を五日間とす。黒沢支部十五周年 講習会に花岡悲風師代講。
六月、『華園』出版。幹部講習会。
七月、福山支部における広島県連に「自然法爾章」を講ず。
八月、夏季講習会兼教育部会。会員に「病床述懐」を託し、花岡悲風、武井諦了、柳田西信の諸師代講。学生部会兼盆会講習会に花田保太、山本超雄両師代講。島根県連に柳田西信師代講。
九月、山口県連並びに徳山支部創立十五周年 記念大会に大森忍師代講。
十月、『光明』第十号に「従仏逍遥」を連載しはじめ、第十一号掲載予定の原稿が一枚書き遺されて絶筆となる。
十月十一日午前零時零分、腎臓病のため死去。十三日、柳田西信師導師となって真宗光明団葬挙行。

## 主な著作
- 『新住岡夜晃選集』（〈全五巻〉法蔵館、2018年）

- 第一巻『僧伽の誕生』 1918年 - 1923年、24歳 - 29歳の著作を収録。

序章 おいたち
第一章 親しい若い皆様よ
第二章 生きんとする努力
第三章 清く生きようとする願い
第四章 人間性に立脚して
第五章 使命
- 第二巻『不退の歩み』 1924年 - 1930年、30歳 - 36歳の著作を収録。

第一章 いかに生きるか
第二章 道を求める者の態度
第三章 親鸞聖人を偲ぶ
第四章 化城を出でて
第五章 回向のみ名
第六章 疑謗を縁として
第七章 試練の中で
- 第三巻『真実』 1931年 - 1935年、37歳 - 41歳の著作を収録。

第一章 苦しむ一切の人々へ
第二章 我が慈父親鸞聖人
第三章 大乗仏教のこころ
第四章 浄土真実の宗教
第五章 念仏者の生活
第六章 住岡夜晃先生の歩み
- 第四巻『一筋の道』 1936年 - 1944年、42歳 - 50歳の著作を収録。

第一章 一筋の道
第二章 正法に忠実なれ
第三章 回向のみ名
第四章 信をとらぬによりて悪きぞ
第五章 如来本願の真意
第六章 御同朋と共に
- 第五巻『仏法弘まれ』 1945年 - 1949年、51歳 - 亡くなるまでの著作を収録。

第一章 世の中安穏なれ
第二章 愚者のめざめ
第三章 念仏者は無碍の一道なり
第四章 仏心とは大慈悲これなり
第五章 仏法ひろまれ
終章 永遠の旅人
- 『讃嘆の詩〈上巻〉若人よ一道にあれ』（樹心社、2003年）

第一章 若人よ一道にあれ
第二章 念願は人格を決定す
第三章 真実のみが末徹る
- 『讃嘆の詩〈下巻〉一生を貫く一つの言葉』（樹心社、2003年）

第一章 本願一実の大道
第二章 無碍の一道
第三章 終生の師友
第四章 一生を貫く一つの言葉
第五章 法語